# Мануель Орантес
Мануель Орантес Корраль (ісп. Manuel Orantes Corral) — іспанський тенісист  1970-х років, переможець Відкритого чемпіонату США 1975 року в одиночному розряді. Найвищу одиночну позицію світового рейтингу — 2 місце досяг 23 серпня 1973, парну — 160 місце — 3 січня 1983 року. Здобув 36 одиночних та 23 парні титули.
Завершив кар'єру 1983 року.

## Значні фінали

### Фінали турнірів Великого шолома

#### Одиночний розряд: 2 (1 титул)
| Результат | Рік  | Турнір                               | Покриття | Суперник       | Рахунок                      |
| --------- | ---- | ------------------------------------ | -------- | -------------- | ---------------------------- |
| Поразка   | 1974 | Відкритий чемпіонат Франції з тенісу | Ґрунт    | Б'єрн Борг     | 6–2, 7–6(7–1), 0–6, 1–6, 1–6 |
| Перемога  | 1975 | Відкритий чемпіонат США з тенісу     | Ґрунт    | Джиммі Коннорс | 6–4, 6–3, 6–3                |

#### Парний розряд (1 поразка)
| Результат | Рік  | Турнір                               | Покриття | Партнер     | Суперник               | Рахунок       |
| --------- | ---- | ------------------------------------ | -------- | ----------- | ---------------------- | ------------- |
| Поразка   | 1978 | Відкритий чемпіонат Франції з тенісу | Ґрунт    | Хосе Їгерас | Джін Меєр Генк Пфістер | 3–6, 2–6, 2–6 |

### Чемпіонат завершення сезону

#### Одиночний розряд: 1 (1 перемога)
| Результат | Рік  | Турнір    | Покриття  | Суперник     | Рахунок                      |
| --------- | ---- | --------- | --------- | ------------ | ---------------------------- |
| Перемога  | 1976 | Фінал ATP | Килим (i) | Войцех Фібак | 5–7, 6–2, 0–6, 7–6(7–1), 6–1 |

#### Парний розряд (1 поразка)
| Результат | Рік  | Турнір    | Покриття  | Партнер            | Суперник                           | Рахунок        |
| --------- | ---- | --------- | --------- | ------------------ | ---------------------------------- | -------------- |
| Перемога  | 1975 | Фінал ATP | Килим (i) | Хуан Хісберт стар. | Юрген Фассбендер Ганс-Юрген Поманн | Коловий турнір |

## Фінали турнірів ATP за кар'єру

### Одиночний розряд: 74 (36–38)
| Результат | Ранг | Рік  | Турнір                                                 | Покриття   | Суперник          | Рахунок                   |
| --------- | ---- | ---- | ------------------------------------------------------ | ---------- | ----------------- | ------------------------- |
| Поразка   | 1.   | 1968 | Кінгстон (Ямайка)                                      | Тверде (i) | Том Оккер         | 2–6, 4–6                  |
| Перемога  | 1.   | 1968 | Мадрид, Іспанія*                                       | Тверде (i) | Мануель Сантана   | 6–2, 6–8, 5–7, 6–3, 8–6   |
| Перемога  | 2.   | 1969 | Мейкон, США                                            | Килим (i)  | Марк Кокс         | 10–8, 7–5, 4–6, 9–7       |
| Перемога  | 3.   | 1969 | Барселона, Іспанія                                     | Ґрунт      | Мануель Сантана   | 6–4, 7–5, 6–4             |
| Поразка   | 2.   | 1969 | Кіцбюель, Австрія                                      | Ґрунт      | Мануель Сантана   | 4–6, 2–6, 3–6             |
| Перемога  | 4.   | 1969 | Мадрид, Іспанія*                                       | Тверде (i) | Баррі Філіпс-Мур  | 8–6, 6–3, 6–1             |
| Поразка   | 3.   | 1970 | Монте-Карло, Монако                                    | Ґрунт      | Желько Франулович | 4–6, 3–6, 3–6             |
| Поразка   | 4.   | 1970 | Буенос-Айрес, Аргентина                                | Ґрунт      | Желько Франулович | 4–6, 2–6, 0–6             |
| Поразка   | 5.   | 1971 | Каракас, Венесуела                                     | Ґрунт      | Томас Кош         | 6–7, 1–6, 3–6             |
| Поразка   | 6.   | 1971 | Кіцбюель, Австрія                                      | Ґрунт      | Кларк Гребнер     | Abandoned                 |
| Перемога  | 5.   | 1971 | Барселона, Іспанія                                     | Ґрунт      | Боб Лутц          | 6–4, 6–3, 6–4             |
| Перемога  | 6.   | 1972 | Каракас, Венесуела                                     | Тверде     | Харун Рахім       | 6–4, 7–5, 6–4             |
| Поразка   | 7.   | 1972 | Йоганесбурґ, ПАР                                       | Тверде     | Кліфф Річі        | 4–6, 5–7, 6–3, 4–6        |
| Перемога  | 7.   | 1972 | Рим, Італія                                            | Ґрунт      | Ян Кодеш          | 4–6, 6–1, 7–5, 6–2        |
| Перемога  | 8.   | 1972 | Брюссель, Бельгія                                      | Ґрунт      | Андрес Хімено     | 6–4, 6–1, 2–6, 7–5        |
| Перемога  | 9.   | 1972 | Гамбург, Західна Німеччина                             | Ґрунт      | Адріано Панатта   | 6–3, 9–8, 6–0             |
| Перемога  | 10.  | 1972 | Swedish Open, Швеція                                   | Ґрунт      | Іліє Настасе      | 6–4, 6–3, 6–1             |
| Поразка   | 8.   | 1972 | Саут-Орандж, США                                       | Тверде     | Іліє Настасе      | 4–6, 4–6                  |
| Поразка   | 9.   | 1972 | Барселона, Іспанія                                     | Ґрунт      | Ян Кодеш          | 3–6, 2–6, 3–6             |
| Перемога  | 11.  | 1973 | Валенсія, Іспанія                                      | Ґрунт      | Адріано Панатта   | 6–4, 6–4, 6–3             |
| Перемога  | 12.  | 1973 | Ніцца, Франція                                         | Ґрунт      | Адріано Панатта   | 7–6, 5–7, 4–6, 7–6, 12–10 |
| Поразка   | 10.  | 1973 | Рим, Італія                                            | Ґрунт      | Іліє Настасе      | 1–6, 1–6, 1–6             |
| Поразка   | 11.  | 1973 | Swedish Open, Швеція                                   | Ґрунт      | Стен Сміт         | 4–6, 2–6, 6–7             |
| Поразка   | 12.  | 1973 | Кіцбюель, Австрія                                      | Ґрунт      | Рауль Рамірес     | Abandoned                 |
| Перемога  | 13.  | 1973 | Луїсвілл, США                                          | Ґрунт      | Джон Ньюкомб      | 3–6, 6–3, 6–4             |
| Поразка   | 13.  | 1973 | Мастерс Цинциннаті, США                                | Ґрунт      | Іліє Настасе      | 7–5, 3–6, 4–6             |
| Перемога  | 14.  | 1973 | Індіанаполіс, США                                      | Ґрунт      | Жорж Говен        | 6–4, 6–1, 6–4             |
| Поразка   | 14.  | 1973 | Торонто, Канада                                        | Ґрунт      | Том Оккер         | 3–6, 2–6, 1–6             |
| Поразка   | 15.  | 1973 | Барселона, Іспанія                                     | Ґрунт      | Іліє Настасе      | 6–2, 1–6, 6–8, 4–6        |
| Поразка   | 16.  | 1974 | Відкритий чемпіонат Франції з тенісу, Париж            | Ґрунт      | Б'єрн Борг        | 6–2, 7–6, 0–6, 1–6, 1–6   |
| Поразка   | 17.  | 1974 | Гштад, Швейцарія                                       | Ґрунт      | Гільєрмо Вілас    | 1–6, 2–6                  |
| Поразка   | 18.  | 1974 | Торонто, Канада                                        | Ґрунт      | Гільєрмо Вілас    | 4–6, 2–6, 3–6             |
| Поразка   | 19.  | 1974 | Барселона, Іспанія                                     | Ґрунт      | Іліє Настасе      | 6–8, 7–9, 3–6             |
| Поразка   | 20.  | 1974 | Буенос-Айрес, Аргентина                                | Ґрунт      | Гільєрмо Вілас    | 3–6, 6–0, 5–7, 2–6        |
| Перемога  | 15.  | 1975 | Каїр, Єгипет                                           | Ґрунт      | Франсуа Жоффре    | 6–0, 4–6, 6–1, 6–3        |
| Перемога  | 16.  | 1975 | Мастерс Монте-Карло, Монако                            | Ґрунт      | Боб Г'юїтт        | 6–2, 6–4                  |
| Поразка   | 21.  | 1975 | Валенсія, Іспанія                                      | Ґрунт      | Іліє Настасе      | 3–6, 0–6                  |
| Поразка   | 22.  | 1975 | Madrid-2, Іспанія                                      | Ґрунт      | Іліє Настасе      | 6–7, 1–6, 6–2, 3–6        |
| Перемога  | 17.  | 1975 | British Hard Court Championships 1975, Велика Британія | Ґрунт      | Патрік Пруазі     | 6–3, 4–6, 6–2, 7–5        |
| Перемога  | 18.  | 1975 | Гамбург, Західна Німеччина                             | Ґрунт      | Ян Кодеш          | 3–6, 6–2, 6–2, 4–6, 6–1   |
| Поразка   | 23.  | 1975 | Рим, Італія                                            | Ґрунт      | Рауль Рамірес     | 6–7, 5–7, 5–7             |
| Перемога  | 19.  | 1975 | Swedish Open, Швеція                                   | Ґрунт      | Хосе Їгерас       | 6–0, 6–3                  |
| Перемога  | 20.  | 1975 | Індіанаполіс, США                                      | Ґрунт      | Артур Еш          | 6–2, 6–2                  |
| Перемога  | 21.  | 1975 | Торонто, Канада                                        | Ґрунт      | Іліє Настасе      | 7–6, 6–0, 6–1             |
| Перемога  | 22.  | 1975 | Відкритий чемпіонат США з тенісу, Нью-Йорк             | Ґрунт      | Джиммі Коннорс    | 6–4, 6–3, 6–3             |
| Поразка   | 24.  | 1975 | Токіо, Японія                                          | Ґрунт      | Рауль Рамірес     | 4–6, 5–7, 3–6             |
| Поразка   | 25.  | 1975 | Калькутта, Індія                                       | Ґрунт      | Віджай Амрітрадж  | 5–7, 3–6                  |
| Перемога  | 23.  | 1976 | Валенсія, Іспанія                                      | Ґрунт      | Челль Юганссон    | 6–2, 6–2, 6–2             |
| Перемога  | 24.  | 1976 | Мюнхен, Західна Німеччина                              | Ґрунт      | Карл Майлер       | 6–1, 6–4, 6–1             |
| Поразка   | 26.  | 1976 | Борнмут, Велика Британія                               | Ґрунт      | Войцех Фібак      | 2–6, 9–7, 2–6, 2–6        |
| Поразка   | 27.  | 1976 | Гамбург, Західна Німеччина                             | Ґрунт      | Едді Діббс        | 4–6, 6–4, 1–6, 6–2, 1–6   |
| Поразка   | 28.  | 1976 | Дюссельдорф, Західна Німеччина                         | Ґрунт      | Бйорн Борг        | 2–6, 2–6, 0–6             |
| Поразка   | 29.  | 1976 | Pepsi Grand Slam, США                                  | Ґрунт      | Іліє Настасе      | 4–6, 3–6                  |
| Перемога  | 25.  | 1976 | Кіцбюель, Австрія                                      | Ґрунт      | Ян Кодеш          | 7–6, 6–2, 7–6             |
| Перемога  | 26.  | 1976 | Тегеран, Іран                                          | Ґрунт      | Рауль Рамірес     | 7–6, 6–0, 2–6, 6–4        |
| Перемога  | 27.  | 1976 | Мадрид, Іспанія                                        | Ґрунт      | Едді Діббс        | 7–6, 6–2, 6–1             |
| Перемога  | 28.  | 1976 | Барселона, Іспанія                                     | Ґрунт      | Едді Діббс        | 6–1, 2–6, 2–6, 7–5, 6–4   |
| Поразка   | 30.  | 1976 | Лондон, Велика Британія                                | Килим      | Рауль Рамірес     | 3–6, 4–6                  |
| Поразка   | 31.  | 1976 | Стокгольм, Швеція                                      | Тверде (i) | Марк Кокс         | 6–4, 5–7, 6–7             |
| Перемога  | 29.  | 1976 | Фінал ATP, Houston                                     | Килим      | Войцех Фібак      | 5–7, 6–2, 0–6, 7–6, 6–1   |
| Поразка   | 32.  | 1977 | Гамбург, Західна Німеччина                             | Ґрунт      | Паоло Бертолуччі  | 3–6, 6–4, 2–6, 3–6        |
| Поразка   | 33.  | 1977 | Норт-Конвей, США                                       | Ґрунт      | Джон Александер   | 6–2, 4–6, 4–6             |
| Перемога  | 30.  | 1977 | Індіанаполіс, США                                      | Ґрунт      | Джиммі Коннорс    | 6–1, 6–3                  |
| Перемога  | 31.  | 1977 | Бостон, США                                            | Ґрунт      | Едді Діббс        | 7–6, 7–5, 6–4             |
| Поразка   | 34.  | 1977 | Барселона, Іспанія                                     | Ґрунт      | Бйорн Борг        | 2–6, 5–7, 2–6             |
| Перемога  | 32.  | 1977 | Токіо, Японія                                          | Ґрунт      | Кім Ворвік        | 6–2, 6–1                  |
| Поразка   | 35.  | 1977 | Маніла, Філіппіни                                      | Тверде     | Карл Майлер       | DEF                       |
| Перемога  | 33.  | 1978 | Бостон, США                                            | Ґрунт      | Гаролд Соломон    | 6–4, 6–3                  |
| Перемога  | 34.  | 1979 | Мюнхен, Західна Німеччина                              | Ґрунт      | Войцех Фібак      | 6–3, 6–2, 6–4             |
| Поразка   | 36.  | 1979 | Мадрид, Іспанія                                        | Ґрунт      | Яннік Ноа         | 3–6, 7–6, 3–6, 2–6        |
| Поразка   | 37.  | 1980 | Ніцца, Франція                                         | Ґрунт      | Бйорн Борг        | 2–6, 0–6, 1–6             |
| Перемога  | 35.  | 1981 | Палермо, Італія                                        | Ґрунт      | Педро Реболледо   | 6–4, 6–0, 6–0             |
| Перемога  | 36.  | 1982 | Борнмут, Велика Британія                               | Ґрунт      | Анхель Хіменес    | 6–2, 6–0                  |
| Поразка   | 38.  | 1983 | Ніцца, Франція                                         | Ґрунт      | Генрік Сундстрем  | 5–7, 6–4, 3–6             |

- Madrid 1968 and 1969 not listed by ATP.

### Парний розряд: 42 (23–20)
| Результат | Ранг | Рік  | Турнір                                      | Покриття   | Партнер            | Суперники                            | Рахунок                  |
| --------- | ---- | ---- | ------------------------------------------- | ---------- | ------------------ | ------------------------------------ | ------------------------ |
| Перемога  | 1.   | 1969 | Барселона, Іспанія                          | Ґрунт      | Патрісіо Родрігес  | Террі Еддісон Рей Келді              | 8–10, 6–3, 6–1, 5–7, 6–2 |
| Перемога  | 2.   | 1971 | Нью-Йорк, США                               | Закритий   | Хуан Хісберт стар. | Джиммі Коннорс Харун Рахім           | 7–6, 6–2                 |
| Перемога  | 3.   | 1971 | Солсбері, США                               | Тверде (i) | Хуан Хісберт Sr.   | Кларк Гребнер Томас Кош              | 6–3, 4–6, 7–6            |
| Поразка   | 1.   | 1972 | Канзас-Сіті, США                            | Закритий   | Андрес Хімено      | Іліє Настасе Йон Ціріак              | 7–6, 4–6, 6–7            |
| Перемога  | 4.   | 1972 | Salisbury, US                               | Тверде (i) | Андрес Хімено      | Хуан Хісберт Sr. Владімір Зеднік     | 6–4, 6–3                 |
| Поразка   | 2.   | 1972 | Гемптон, США                                | Тверде (i) | Андрес Хімено      | Іліє Настасе Йон Ціріак              | 4–6, 6–7                 |
| Поразка   | 3.   | 1972 | Каракас, Венесуела                          | Тверде     | Джим Макманус      | Патрісіо Корнехо Хайме Фійоль        | 4–6, 6–7                 |
| Поразка   | 4.   | 1972 | Мадрид, Іспанія                             | Ґрунт      | Андрес Хімено      | Іліє Настасе Стен Сміт               | 2–6, 2–6                 |
| Перемога  | 5.   | 1972 | Брюссельський столичний регіон, Бельгія     | Ґрунт      | Хуан Хісберт Sr.   | Патрісіо Корнехо Хайме Фійоль        | 9–7, 6–3                 |
| Перемога  | 6.   | 1972 | Істборн, Велика Британія                    | Трава      | Хуан Хісберт Sr.   | Ніколас Калогеропулос Ендрю Паттісон | 8–6, 6–2                 |
| Перемога  | 7.   | 1972 | Барселона, Іспанія                          | Ґрунт      | Хуан Хісберт Sr.   | Фрю Макміллан Іліє Настасе           | 6–3, 3–6, 6–4            |
| Перемога  | 8.   | 1973 | Барселона, Іспанія                          | Ґрунт      | Хуан Хісберт Sr.   | Майк Естеп Йон Ціріак                | 6–4, 7–6                 |
| Поразка   | 5.   | 1973 | Гамбург, Західна Німеччина                  | Ґрунт      | Йон Ціріак         | Юрген Фассбендер Ганс-Юрген Поманн   | 6–7, 6–7, 6–7            |
| Поразка   | 6.   | 1973 | Істборн, Велика Британія                    | Трава      | Йон Ціріак         | Уве Бенґтсон Jim McManus             | 4–6, 6–4, 5–7            |
| Перемога  | 9.   | 1973 | Луїсвілл, США                               | Ґрунт      | Йон Ціріак         | Кларк Гребнер Джон Ньюкомб           | 0–6, 6–4, 6–3            |
| Поразка   | 7.   | 1973 | Індіанаполіс, США                           | Ґрунт      | Йон Ціріак         | Боб Кармайкл Фрю Макміллан           | 3–6, 4–6                 |
| Поразка   | 8.   | 1973 | Барселона, Іспанія                          | Ґрунт      | Антоніо Муньйос    | Іліє Настасе Том Оккер               | 6–4, 3–6, 2–6            |
| Поразка   | 9.   | 1974 | Тусон (Аризона), США                        | Тверде     | Том Едлефсен       | Чарлі Пасарелл Шервуд Стюарт         | 4–6, 4–6                 |
| Поразка   | 10.  | 1974 | Монте-Карло, Монако                         | Ґрунт      | Тоні Роч           | Джон Александер Філ Дент             | 6–7, 6–4, 6–7, 3–6       |
| Перемога  | 10.  | 1974 | Мюнхен, Західна Німеччина                   | Ґрунт      | Антоніо Муньйос    | Юрген Фассбендер Ганс-Юрген Поманн   | 2–6, 6–4, 7–6, 6–2       |
| Перемога  | 11.  | 1974 | Гштад, Швейцарія                            | Ґрунт      | Хосе Їгерас        | Рой Емерсон Томас Кош                | 7–5, 0–6, 6–1, 9–8       |
| Перемога  | 12.  | 1974 | Монреаль, Канада                            | Тверде     | Гільєрмо Вілас     | Юрген Фассбендер Ганс-Юрген Поманн   | 6–1, 2–6, 6–2            |
| Поразка   | 11.  | 1974 | Барселона, Іспанія                          | Ґрунт      | Гільєрмо Вілас     | Хуан Хісберт Sr. Іліє Настасе        | 6–3, 0–6, 2–6            |
| Перемога  | 13.  | 1974 | Тегеран, Іран                               | Ґрунт      | Гільєрмо Вілас     | Браян Готтфрід Рауль Рамірес         | 7–6, 2–6, 6–2            |
| Перемога  | 14.  | 1974 | Буенос-Айрес, Аргентина                     | Ґрунт      | Гільєрмо Вілас     | Кларк Гребнер Томас Кош              | 6–4, 6–3                 |
| Перемога  | 15.  | 1975 | Борнмут, Велика Британія                    | Ґрунт      | Хуан Хісберт Sr.   | Сід Болл Дік Крілі                   | 8–6, 6–3                 |
| Перемога  | 16.  | 1975 | Гамбург, Західна Німеччина                  | Ґрунт      | Хуан Хісберт Sr.   | Войцех Фібак Ян Кодеш                | 6–3, 7–6                 |
| Поразка   | 12.  | 1975 | Swedish Open, Швеція                        | Ґрунт      | Хуан Хісберт Sr.   | Б'єрн Борг Ове Нільс Бенгтсон        | 6–7, 5–7                 |
| Перемога  | 17.  | 1975 | Індіанаполіс, США                           | Ґрунт      | Хуан Хісберт Sr.   | Войцех Фібак Ганс-Юрген Поманн       | 7–5, 6–0                 |
| Поразка   | 13.  | 1975 | Мадрид, Іспанія                             | Ґрунт      | Хуан Хісберт Sr.   | Ян Кодеш Іліє Настасе                | 6–7, 6–4, 7–9            |
| Перемога  | 18.  | 1975 | Тегеран, Іран                               | Ґрунт      | Хуан Хісберт Sr.   | Боб Г'юїтт Фрю Макміллан             | 7–5, 6–7, 6–1, 6–4       |
| Поразка   | 14.  | 1975 | Токіо, Японія                               | Ґрунт      | Хуан Хісберт Sr.   | Браян Готтфрід Рауль Рамірес         | 6–7, 4–6                 |
| Перемога  | 19.  | 1975 | Калькутта, Індія                            | Ґрунт      | Хуан Хісберт Sr.   | Ананд Амрітрадж Віджай Амрітрадж     | 1–6, 6–4, 6–3            |
| Перемога  | 20.  | 1975 | Фінал ATP, Стокгольм                        | Килим      | Хуан Хісберт Sr.   | Юрген Фассбендер Ганс-Юрген Поманн   | Коловий турнір           |
| Перемога  | 21.  | 1976 | Валенсія, Іспанія                           | Ґрунт      | Хуан Хісберт Sr.   | Коррадо Барадзутті Тоніно Цугареллі  |                          |
| Перемога  | 22.  | 1976 | Мюнхен, Західна Німеччина                   | Ґрунт      | Хуан Хісберт Sr.   | Юрген Фассбендер Ганс-Юрген Поманн   | 1–6, 6–3, 6–2, 2–3, ret. |
| Поразка   | 15.  | 1976 | Борнмут, Велика Британія                    | Ґрунт      | Хуан Хісберт Sr.   | Войцех Фібак Фред Макнеер            | 6–4, 5–7, 5–7            |
| Поразка   | 16.  | 1976 | Монреаль, Канада                            | Тверде     | Хуан Хісберт Sr.   | Боб Г'юїтт Рауль Рамірес             | 2–6, 1–6                 |
| Поразка   | 17.  | 1976 | Тегеран, Іран                               | Ґрунт      | Хуан Хісберт Sr.   | Войцех Фібак Рауль Рамірес           | 5–7, 1–6                 |
| Поразка   | 18.  | 1977 | Мадрид, Іспанія                             | Ґрунт      | Антоніо Муньйос    | Боб Г'юїтт Фрю Макміллан             | 7–6, 6–7, 3–6, 1–6       |
| Поразка   | 19.  | 1978 | Відкритий чемпіонат Франції з тенісу, Париж | Ґрунт      | Хосе Їгерас        | Джін Меєр Генк Пфістер               | 3–6, 2–6, 2–6            |
| Перемога  | 23.  | 1982 | Вінья-дель-Мар, Чилі                        | Ґрунт      | Рауль Рамірес      | Гільєрмо Обоне Анхель Хіменес        | DEF                      |
| Поразка   | 20.  | 1982 | Буенос-Айрес, Аргентина                     | Ґрунт      | Angel Gimenez      | Ганс Кері Золтан Кухарський          | 5–7, 2–6                 |

## Історія виступів у ТВШ (одиночний розряд)
| W | Ф | ПФ | ЧФ | #Р | КТ | К# | DNQ | A | NH |

| Турнір                                 | 1968 | 1969 | 1970 | 1971 | 1972 | 1973 | 1974 | 1975 | 1976 | 1977 | 1978 | 1979 | 1980 | 1981 | 1982 | 1983 | ТУ     |
| -------------------------------------- | ---- | ---- | ---- | ---- | ---- | ---- | ---- | ---- | ---- | ---- | ---- | ---- | ---- | ---- | ---- | ---- | ------ |
| Відкритий чемпіонат Австралії з тенісу | ЧФ   |      |      |      |      |      |      |      |      |      |      |      |      |      |      |      | 0 / 1  |
| Відкритий чемпіонат Франції з тенісу   | 1р   | 3р   | 4р   | 1р   | ПФ   | 2р   | Ф    | 1р   | ЧФ   |      | ЧФ   | 4р   | 4р   | 1р   |      | 2р   | 0 / 14 |
| Вімблдонський турнір                   | 1р   | 1р   | 3р   | 1р   | ПФ   |      | 4р   |      |      |      |      | 2р   |      |      |      |      | 0 / 7  |
| Відкритий чемпіонат США з тенісу       |      | 2р   |      | ЧФ   | 3р   | 3р   | 2р   | П    | ЧФ   | ЧФ   | 1р   |      |      |      |      |      | 1 / 9  |
| В-П                                    | 3–2  | 3–3  | 5–2  | 4–2  | 11–3 | 3–2  | 10–3 | 7–1  | 8–2  | 4–1  | 4–2  | 4–2  | 3–0  | 0–1  | 0–0  | 1–1  | 1 / 31 |
| Рейтинг на кінець року                 | –    | –    | –    | –    | –    | 5    | 11   | 5    | 4    | 7    | 12   | 19   | 58   | 45   | 41   | 74   |        |